# Касові збори

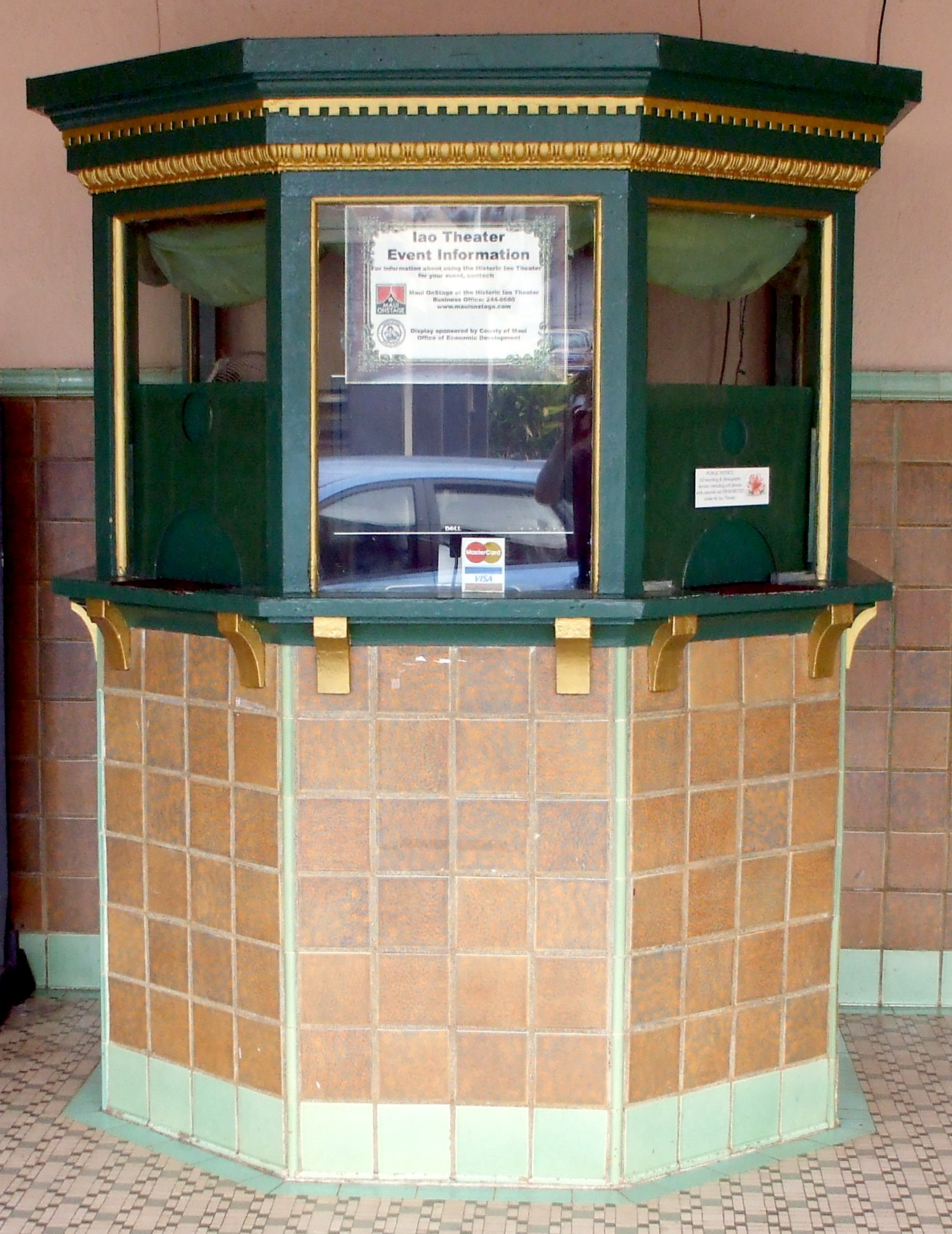
Будка білетера іспанського театру в Уейлуку (Гаваї).

Касові збори (також бокс-офіс, від англ. box office — будка білетера, театральна каса) — термін, що використовується в кінопрокатах та театрах і означає виторг від продажу квитків.
Відстеження касових зборів має ключове значення для сучасного комерційного кінематографу, відображаючи економічну успішність тієї чи іншої кінострічки. Найчастіше відстежуються касові збори за перші вихідні дні показу фільму. Рівень доходу від фільму за перші вихідні дозволяє судити про те, наскільки фільм успішний, і планувати тривалість подальшого прокату. Також ведеться відстеження загальних зборів за час всього показу, зборів в Європі і в окремих країнах, зокрема в США. Деталізована інформація про збори публікується на сайті «Box Office Mojo».